# Eparquía de Barentu
La eparquía de Barentu (en latín: Eparchia Barentuana y en tigriña: ካቶሊካዊ ኤፓርቺ ናይ ባረንቱ) es una circunscripción eclesiástica de la Iglesia católica en Eritrea. Se trata de una eparquía eritrea, sufragánea de la archieparquía de Asmara, que tiene como su jerarca (eparca) desde el 4 de octubre de 2001 al obispo Thomas Osman, de la Orden de los Hermanos Menores Capuchinos.

## Territorio y organización
La eparquía extiende su jurisdicción sobre los fieles católicos de rito alejandrino eritreo residentes en las provincias previas a la reorganización en regiones de 1996, de Gasc-Setit (hoy parte de la región de Anseba) y de Barca (hoy dividida entre las regiones de Anseba y de Gash-Barka). Como no hay circunscripciones eclesiásticas latinas en Eritrea, la jurisdicción abarca a todos los fieles católicos.
La sede de la eparquía se encuentra en la ciudad de Barentu, en donde se halla la catedral.
En 2018 en la eparquía existían 13 parroquias

## Historia
La eparquía fue erigida el 21 de diciembre de 1995 con la bula Quia opportunum del papa Juan Pablo II, separando territorio de la eparquía de Asmara (hoy archieparquía).

Quia opportunum videtur ut Eparchia Asmarensis in Erythraea, nimis ampla, ita dividatur ut ex ea nova constituatur ad aptius consulendum spirituali saluti atque regimini Christifidelium ritus Alexandrini Aethiopici in ea degentium, Nos, utpote beati Petri Successores de totius Dominici gregis bono solliciti, talem sententiam, a Venerabili Fratre Nostro Achille S.R.E. Cardinale Silvestrini, Praefecto Congregationis pro Ecclesiis Orientalibus, hoc ipso die Nobis relatam, ratam habentes, summa Apostolica potestate sequentia decernimus: quadam detracta parte territorii ab Eparchia Asmarensi, novam condimus Eparchiam ab urbe Barentu, in qua sedem eparchialem poni iubemus, Barentuanam appellandam, cunctis factis propriis iuribus atque obligationibus. Quam quidem Eparchiam metropolitanae Ecclesiae Neanthopolitanae suffraganeam facimus, mandantes ut eas complectatur regiones, quae olim Gasc-Setit et Barca nuncupabantur. Haec omnia reliquaque secundum normas Codicis Canonum Ecclesiarum Orientalium temperentur. Insuper de eodem absoluto negotio sueta documenta exarentur et ad memoratam Congregationem mittantur. Hanc denique Apostolicam Constitutionem nunc et in posterum ratam esse volumus, contrariis quibuslibet rebus nihil obstantibus.

Inicialmente sufragánea de la archieparquía de Adís Abeba, en 2015 entró a formar parte de la Iglesia católica eritrea, un metropolitanato sui iuris.

## Estadísticas
Según el Anuario Pontificio 2019 la eparquía tenía a fines de 2018 un total de 49 750 fieles bautizados.
| Año                                                                             | Población            | Población | Población      | Sacerdotes | Sacerdotes    | Sacerdotes    | Bautizados por sacerdote | Diáconos permanentes | Religiosos | Religiosos | Parroquias |
| Año                                                                             | Bautizados católicos | Total     | % de católicos | Total      | Clero secular | Clero regular | Bautizados por sacerdote | Diáconos permanentes | Varones    | Mujeres    | Parroquias |
| ------------------------------------------------------------------------------- | -------------------- | --------- | -------------- | ---------- | ------------- | ------------- | ------------------------ | -------------------- | ---------- | ---------- | ---------- |
| 1999                                                                            | 37 000               | 558 490   | 6.6            | 33         | 2             | 31            | 1121                     |                      | 33         | 19         | 8          |
| 2000                                                                            | 37 000               | 558 490   | 6.6            | 18         | 2             | 16            | 2055                     |                      | 17         | 22         | 10         |
| 2001                                                                            | 37 000               | 558 490   | 6.6            | 18         | 2             | 16            | 2055                     |                      | 17         | 22         | 10         |
| 2002                                                                            | 36 536               | 590 000   | 6.2            | 21         | 2             | 19            | 1739                     |                      | 20         | 22         | 10         |
| 2003                                                                            | 37 356               | 559 956   | 6.7            | 21         | 2             | 19            | 1778                     |                      | 20         | 21         | 11         |
| 2004                                                                            | 37 929               | 600 000   | 6.3            | 21         | 3             | 18            | 1806                     |                      | 20         | 24         | 11         |
| 2006                                                                            | 39 077               | 677 377   | 5.8            | 25         | 4             | 21            | 1563                     |                      | 24         | 26         | 11         |
| 2007                                                                            | 39 859               | 702 000   | 5.7            | 28         | 6             | 22            | 1423                     | 1                    | 26         | 26         | 11         |
| 2008                                                                            | 40 794               | 718 500   | 5.7            | 25         | 4             | 21            | 1631                     |                      | 28         | 28         | 13         |
| 2010                                                                            | 42 136               | 741 000   | 5.7            | 26         | 3             | 23            | 1620                     |                      | 24         | 20         | 13         |
| 2015                                                                            | 45 580               | 789 121   | 5.8            | 27         | 7             | 20            | 1688                     |                      | 22         | 35         | 13         |
| 2018                                                                            | 49 785               | 941 850   | 5.3            | 27         | 7             | 20            | 1843                     |                      | 23         | 34         | 13         |
| Fuente: Catholic-Hierarchy, que a su vez toma los datos del Anuario Pontificio. |                      |           |                |            |               |               |                          |                      |            |            |            |

## Episcopologio
- Luca Milesi, O.F.M.Cap. † (21 de diciembre de 1995-4 de octubre de 2001 retirado)
- Thomas Osman, O.F.M.Cap., desde el 4 de octubre de 2001